# ایور گیلیات
ایور گیلیات (انگلیسی: Ivor Gilliat؛ ۸ ژانویه ۱۹۰۳ – ۲۲ ژوئیهٔ ۱۹۶۷) بازیکن فوتبال، بازیکن کریکت، و پرسنل نظامی بود.
از باشگاه‌هایی که در آن بازی کرده‌است می‌توان به باشگاه فوتبال سلو تاون اشاره کرد.